# Boris Maneff
Auguste Maneff Taneff, dit Boris Maneff, né en 1916 à Genève et mort le 23 mai 1960 à Genève, est un sportif suisse des années 1930 et 1940. Connu en tant que joueur de tennis, il a aussi fait partie de l'équipe nationale de hockey sur gazon et de hockey sur glace.

## Carrière
Son père Kyril est d'origine bulgare et sa mère Mathilde Purnot est née à Metz. Il a trois sœurs : Rosa, Véra et Zora, nées respectivement en 1904, 1906 et 1907.
Il a joué pour les équipes de Servette et des Black Boys Hockey Club en hockey sur gazon et de Genève-Servette, Château-d'Œx et Gstaad en hockey sur glace.
En 1936, alors qu'il n'a que 20 ans et qu'il joue son premier tournoi international, il atteint les quarts de finale à Roland-Garros après avoir remporté trois matchs en cinq sets. Il devient le premier suisse à accomplir cet exploit. Fred Perry finit par le battre dans un match de haute lutte (9-7, 6-3, 4-6, 6-3),. Deux ans plus tard, il est huitième de finaliste à Wimbledon.
Il a notamment remporté les Championnats de Suisse à 5 reprises en 1937, 1938, 1939, 1943 et 1945.
Il représente la Suisse en Coupe Davis à 7 reprises, jouant 10 matchs de 1936 à 1939.